# Ok Tedi
L'Ok Tedi est une rivière de Papouasie-Nouvelle-Guinée. C'est l'un des deux principaux affluents du fleuve Fly.

## Toponymie
Le nom Ok Tedi vient du peuple des Yonggom vivant sur la rive occidentale du fleuve. Le mot Ok signifie « eau » ou « fleuve » dans les langues ok-oksapmin. Au XIXe siècle, l'explorateur italien Luigi d'Albertis lui donne le nom d'« Alice » en l'honneur de l'épouse du gouverneur de Nouvelle-Galles du Sud qui a contribué à la mise en place de son expédition en Nouvelle-Guinée.

## Environnement
La mine d'Ok Tedi est située près de la source de l'Ok Tedi, dans la ville de Tabubil. Elle exploite de l'or et du cuivre. Sa compagnie d'exploitation, BHP Billiton, a été critiquée pour son manque de rigueur en matière environnementale.